# تشاك شولدينر
«تشاك شولدينر» (بالأنكليزية تشاك شولدينر) مؤلف وموسيقي وعازف ومغني أمريكي، يعرف بأنه المؤسس والرجل الرئيسي في فرقة
الديث ميتال المعروفة بشكل واسع (ديث) (موت)، كما يلقب بأبو الديث ميتال أو The Father of Death Metal.
ولد «تشاك» في 13 أيار (مايو) عام 1967 في مدينة كلين كوف في ولاية نيويورك، وبدأ بالعزف على ألة الإيتار في سن التاسعة كما تأثر بعديد من فرق الهيفي ميتال خلال شبابه مثل: كيس (KISS) أيرون مايدن (Iron Maiden) وسلاير (Slayer) والعديد من الفرق الأخرى.
توفي «تشاك» في 13 كانون الأول (ديسمبر) عام 2001 بعد معاناة مع ورم سرطاني في دماغه.

## وصلات خارجية
- تشاك شولدينر على موقع IMDb (الإنجليزية)
- تشاك شولدينر على موقع ميوزك برينز (الإنجليزية)
- تشاك شولدينر على موقع إن إن دي بي (الإنجليزية)
- تشاك شولدينر على موقع أول ميوزيك (الإنجليزية)
- تشاك شولدينر على موقع ديسكوغز (الإنجليزية)